# Unión Nacional (Chile)
La Unión Nacional fue una coalición política chilena, fundada en 1920 como continuadora de la antigua Coalición. Agrupaba al Partido Conservador y a partidos de corte liberal reunidos en la Unión Liberal.

## Historia
En 1919, tras el retiro de los radicales de la Alianza Liberal, se formó la Unión Liberal por una facción del Partido Liberal –que pasaría a ser conocida como liberales-unionistas, contrarios a Eliodoro Yáñez y Arturo Alessandri Palma–, el Partido Nacional, el Partido Liberal Democrático y el Partido Nacionalista. Inicialmente integró la coalición el Partido Demócrata, el cual se retiró al poco tiempo. Entre los dirigentes principales de la Unión Liberal se encontraban Ismael Tocornal, Gonzalo Bulnes, Luis Claro Solar, Ismael Valdés Valdés y Eduardo Charme.
El 2 de mayo de 1920, celebró una convención en la cual proclamó como candidato a la presidencia de la República al liberal-unionista Luis Barros Borgoño. El 13 de mayo, se plegó a su candidatura el Partido Conservador, naciendo de esta manera la Unión Nacional como pacto político-electoral. Acordaron además presentarse unidos a las elecciones parlamentarias de 1921  y de presentar un programa común.
Las elecciones del 20 de junio de 1920 arrojaron un saldo de 175 votos electorales para Barros Borgoño, contra 179 de Alessandri. Como ambas candidaturas se adjudicaron la victoria, fue necesario nombrar un Tribunal de Honor que terminó por inclinarse por Alessandri, lo cual fue posteriormente ratificado por el Congreso Pleno, pese a que la Unión Nacional tenía mayoría en ambas cámaras del Congreso Nacional.
Al año siguiente, la Unión conservó su mayoría en el Senado, pero la perdió en la Cámara de Diputados. En 1922, el Partido Nacional se retiró de la coalición. En las elecciones parlamentarias de 1924, sufrió una nueva derrota electoral, al perder la mayoría en la Cámara Alta.
Tras el ruido de sables de septiembre de 1924, se produjo la salida del país del presidente Alessandri y la ascensión al poder de una Junta de Gobierno presidida por el General Luis Altamirano, la cual era simpatizante de la Unión Nacional. Esto llevó a que la coalición celebrara una convención el 8 de enero de 1925 en la que designó como candidato presidencial a Ladislao Errázuriz Lazcano. No obstante, un nuevo golpe de Estado el 23 de enero de ese año llamó de regreso a Alessandri, lo cual significó el fin tanto de la Alianza Liberal como de la Unión Nacional.

## Resultados electorales

### Elecciones de diputados
| Año elección diputados | 1921 | 1924 |
| ---------------------- | ---- | ---- |
| Alianza Liberal        | 68   | 75   |
| Unión Nacional         | 48   | 43   |
| Total diputados        | 118  | 118  |

### Elecciones de senadores
| Año elección senadores | 1921 | 1924 |
| ---------------------- | ---- | ---- |
| Alianza Liberal        | 24   | 23   |
| Unión Nacional         | 13   | 14   |
| Total senadores        | 37   | 37   |

Fuente: Heise 1982